# Équipe cycliste Lviv
L'équipe cycliste Lviv est une équipe cycliste ukrainienne, ayant le statut d'équipe continentale jusqu'en 2021.

## Lviv Continental Cycling Team en 2021
| Cycliste             | Date de naissance | Nationalité | Équipe 2020                                |  |
| -------------------- | ----------------- | ----------- | ------------------------------------------ |  |
| Justas Beniušis      | 18 novembre 1997  | Lituanie    |                                            |  |
| Maxwell de Broeder   | 6 mai 1999        | Belgique    |                                            |  |
| Toni Franz           | 5 janvier 1997    | Allemagne   | Team Differdange-GeBa (2019)               |  |
| Bernardo Gonçalves   | 13 août 1998      | Portugal    | Massi Vivo-Conecta                         |  |
| Mantas Januškevičius | 29 avril 1999     | Lituanie    |                                            |  |
| Dmytro Kachur        | 8 novembre 2001   | Ukraine     |                                            |  |
| Raphaël Kockelmann   | 10 mai 1999       | Luxembourg  | Team Vorarlberg Santic                     |  |
| Oleksandr Kryvych    | 8 septembre 1999  | Ukraine     | Lviv Cycling Team (2019)                   |  |
| Venantas Lašinis     | 26 février 1997   | Lituanie    |                                            |  |
| Oleksandr Prevar     | 28 juin 1990      | Ukraine     | Yunnan Lvshan Landscape                    |  |
| Oliver Robinson      | 30 mars 1999      | Royaume-Uni | Team Wiggins Le Col (2019)                 |  |
| Valeriy Romanenkov   | 29 septembre 1999 | Ukraine     | Lviv Cycling Team (2019)                   |  |
| Bram Rombouts        | 15 octobre 1994   | Belgique    |                                            |  |
| Seppe Rombouts       | 14 mai 1998       | Belgique    |                                            |  |
| Ivan Savchuk         | 25 décembre 2002  | Ukraine     |                                            |  |
| Oleksander Smetaniuk | 29 décembre 2001  | Ukraine     |                                            |  |
| Brecht Stas          | 19 septembre 1995 | Belgique    |                                            |  |
| Vadym Stetsiuk       | 25 mai 2002       | Ukraine     |                                            |  |
| Oles Susol           | 5 août 2001       | Ukraine     |                                            |  |
| Glen Van Nuffelen    | 15 février 1997   | Belgique    |                                            |  |
| Nicolas Wernimont    | 5 avril 2000      | Belgique    | Wallonie-Bruxelles Development Team (2019) |  |
| Stagiaire            | Date de naissance | Nationalité | Équipe 2021                                |  |
| Zak Coleman          | 15 janvier 1999   | Royaume-Uni |                                            |  |
| Maxime Gressier      | 21 avril 1998     | France      |                                            |  |